# SBS 6
SBS 6 ist ein niederländischer Privatsender, welcher ein Vollprogramm mit Filmen, Serien und zahlreichen Eigenproduktionen anbietet. Das Programm besteht hauptsächlich aus Informationssendungen, Spielfilmen, Fernsehserien und Sportübertragungen. SBS 6 startete 1995 als Hauptkonkurrent von RTL 4.
Der Fernsehsender gehörte bis zum 28. Juli 2011 zur Sendergruppe der ProSiebenSat.1 Media AG. Vom 29. Juli 2011 bis 19. Juli 2017 war der Sender in den Händen von Sanoma Media (67 %) und Talpa Media (33 %). Seit dem 19. Juli 2017 ist SBS 6 komplett in den Händen von Talpa Media.

## Sendungen
- According to Jim
- The Bold and the Beautiful
- Domino Day
- Ghost Whisperer
- House
- JAG
- Rome
- PDC & BDO Dartsport-Übertragungen
- Popstars (niederländische Version)
- Heimspiele in der EM- und WM-Qualifikation sowie alle Freundschaftsspiele der Niederländischen Nationalmannschaft
- Hart van Nederland, tägliche Nachrichtensendung (um 19:00 und 22.30 Uhr)
- Shownieuws, Sendung mit Showbizz-Nachrichten
- De Smaakpolitie (niederländische Version von Rach, der Restauranttester)
- Danni Lowinski (niederländische Version)
- Dokter Tinus, (niederländische Version von Doc Martin)
- K11 – Kommissare im Einsatz